# Cândido Godói
Cândido Godói est une ville du Rio Grande do Sul, au Brésil, fondée par des colons allemands. 90 % de la population est d'origine allemande. L'économie y est essentiellement agricole, avec le Soja comme première ressource.
Cette ville est connue pour son taux anormalement élevé de jumeaux (jusqu’à une naissance sur cinq dans le hameau St. Pierre alors que la fréquence couramment observée est de l'ordre de une naissance sur 80). Ce phénomène ne touche pas la commune dans son ensemble, mais plus spécialement une petite communauté paysanne vivant à Saint-Pierre, à environ 4 km de la ville sur un peu moins de six kilomètres carrés, où selon la mairie vivent environ 80 familles, avec des jumeaux dans au moins 38 d'entre elles (dont certains ont depuis quitté la ville). Dans toute la ville, pour moins de 7 000 habitants, il y a 68 paires de jumeaux. 
Ce phénomène a été remarqué en 1990, puis scientifiquement étudié notamment par une équipe de généticiens autour d'Ursula Matte, de l'Hôpital de Porto Alegre. Les travaux de Matte ont porté sur le taux de natalité et la généalogie des familles de la région. Elle a constaté que de 1990 à 1994, 10 % des naissances étaient des jumeaux, contre environ 1 % en moyenne au Brésil. Sur ces 14 années, 40 % des jumeaux étaient homozygotes, et 60 % hétérozygotes, ce qui prête à penser à un facteur génétique ou environnemental entrainant souvent une double ovulation.

## Géographie
La ville se situe à l'extrême sud du Brésil, à environ 400 km au nord-ouest de Porto Alegre, à une altitude de 321 mètres, près des frontières avec l'Argentine et le Paraguay. Elle s'étend sur une surface de 247,21 km2. 

## Population
La population était estimée en 2004 à 6 641 habitants.
Depuis 1963, plus de cent paires de jumeaux sont nés à Cândido Godói, c'est un record mondial, qui n'a pas encore d'explication scientifiquement certaine. La ville est connue au Brésil comme "capitale des jumeaux". Une hypothèse pourrait être la présence au Brésil et en Argentine de Josef Mengele, surnommé l'ange de la mort, médecin généticien nommé à sa demande à Auschwitz-Birkenau, souhaitant propager la race aryenne, qui aurait réussi à influencer la naissance de jumeaux (voir le film "Le médecin de famille",  Lucía Puenzo, 2013).
Comme presque partout au Brésil, la ville subit un important phénomène d'urbanisation et périurbanisation : 
- la part urbaine de la population est passée de 435 habitants en 1970 à 1 630 habitants en 2000 (avec 49,9 % de femmes pour 50,1 % d'hommes au recensement de 2000).
- Inversement la proportion d'habitants ruraux de la commune est passée de 7 255 en 1970 à 5 462 (avec 48,8 % de femmes et 51,2 % d'hommes au recensement de 2000)[4]

## Histoire
C'est une ville coloniale, dont la plupart des habitants sont les descendants de colons allemands arrivés au XIXe siècle. 

## Hypothèses concernant les jumeaux de Cândido Godói
Le médecin nazi Joseph Mengele, qui expérimenta sur l'homme, en poste au camp de concentration d'Auschwitz de mai 1943 à janvier 1945, cherchant notamment des moyens d'augmenter la fertilité de la race aryenne, a fui en Amérique latine alors que les alliés et l'Armée rouge se rapprochaient de l'Allemagne nazie et d'Auschwitz. 
Selon l'historien argentin Jorge Camarasa, Mengele s'est beaucoup déplacé d'un pays à l'autre (Argentine, Brésil, Paraguay) des années 1945 à sa mort (en 1979). Il aurait selon lui continué ses expériences sur la gémellité, et pourrait être responsable du nombre élevé de jumeaux dans cette ville. La plupart des jumeaux nés dans ce village sont nés à partir de 1963, et sont blonds aux yeux bleus. Ceci a fait penser que Joseph Mengele, arrivé dans la ville à cette époque, aurait tenté des expériences génétiques dans le but de créer un village d'Aryens. Selon Jorge Camarasa, Mengele serait venu plusieurs fois dans cette ville dans les années 1960. Mengele se serait d'abord fait passer pour un vétérinaire. Après avoir traité avec les éleveurs argentins de bovins pour augmenter quantitativement au moyen de médicaments leur cheptel, il aurait ensuite offert des traitements médicaux augmentant la fertilité des femmes. Selon un ancien maire et médecin de la ville, Anencia Flores da Silva, qui aurait interviewé des centaines de personnes, un infirmier itinérant se faisant à cette époque appeler Rudolph Weiss pourrait avoir été Mengele. 
Les autorités brésiliennes réfutent cette thèse .
En particulier parce que, comme le rappelle la généticienne Ursula Matte qui a étudié les enfants nés en 1990-1994, la ville a produit un nombre anormal de jumeaux non seulement après le départ de Mengele, mais aussi avant son arrivée (mais le registre officiel des naissances de jumeaux couvrant toute cette région au Brésil n'a été mis en place qu'en 1963, date à laquelle cette communauté est devenue officiellement une ville administrative ; antérieurement, les naissances de jumeaux de ce territoire étaient déclarées à Santa Rosa et San Luis). 
Reste comme hypothèse celle d'un facteur environnemental non encore précisé pouvant jouer le rôle d'un perturbateur endocrinien, avec une sensibilité plus élevée dans la population d'origine allemande européenne.